# Autorité ontarienne de réglementation des services financiers

Logo de l'Autorité ontarienne de réglementation des services financiers

 (novembre 2021).
L'Autorité ontarienne de réglementation des services financiers (anciennement Commission des services financiers de l'Ontario (en anglais : Financial Services Regulatory Authority of Ontario - FSRA) est une agence de régulation qui dépend du ministère des Finances de l'Ontario. Créée par le FSCO Act de 1997, elle est chargée de la régulation du secteur de l'assurance, des organismes de retraite, de prêt (consommation et immobilier), etc.